# Estação La Défense
La Défense é uma estação da linha 1 do Metrô de Paris, localizada na comuna de Puteaux, no departamento dos Altos do Sena.

## Localização
A estação está situada na sub-laje do bairro de negócios de La Défense. As plataformas da estação enquadram aquelas do RER mas no nível -1 da sala de correspondências, um nível acima do RER. Assim, o 1º subsolo (levando à plataforma do RER) faz ofício de plataforma central da estação.

## História
A estação foi aberta em 1 de abril de 1992, durante a extensão da linha 1 da estação "Pont de Neuilly". Primariamente denominada La Défense e depois Grande Arche de Le Défense, ela terminou retomando seu nome original, ainda hoje em vigor.
Em 2012, 13 968 642 passageiros entraram nesta estação. Ela viu entrar 14 275 382 passageiros em 2013, o que a coloca na nona posição das estações de metrô por sua frequência.

## Serviços aos Passageiros

### Acessos
A estação tem oito acessos:
- Acesso 1: Grand Arche
- Acesso 2: Dôme
- Acesso 3: Boieldieu
- Acesso 4: Parvis
- Acesso 5: Calder-Miró
- Acesso 6: Coupole
- Acesso 7: Place Carpeaux
- Acesso 8: Salle des Colonnes

### Intermodalidade
A estação é servida por:
- a linha 14 da rede de ônibus TVS;
- a linha 45 da rede de ônibus Bus en Seine;
- as linhas 73, 141, 144, 159, 174, 178, 258, 275, 276, 278 e 360 da rede de ônibus RATP;
- as linhas Mantes-la-Jolie - La Défense, Verneuil-sur-Seine - Orgeval - La Défense e Les Mureaux - La Défense da rede de ônibus Express A14;
- a linha N24 do serviço de ônibus noturnos Noctilien.

Esta estação está em correspondência com a estação de La Défense (Grande Arche). Esta última está na zona tarifária 3, enquanto a estação de metrô está ao mesmo tempo na zona urbana (zona 1) e na zona 3, isto é, acessível com um simples bilhete de metrô ou uma assinatura que inclui todas as zonas, ou um pacote de duas zonas, incluindo a zona 3.

## Projetos
Uma estação da linha 15 do Grand Paris Express é prevista em La Défense. Seu desenvolvimento está previsto no nível inferior do estacionamento do centro comercial de Les Quatre Temps, 37 metros sob o nível do parvis de La Défense. Um corredor de correspondência também é previsto para ligar à estação RATP do RER passando sob suas vias.
Wilmotte et Associés é responsável de conceber e de construir esta nova estação. O gerenciamento do projeto de construção da estação é assegurado pelas empresas Setec TPI e Systra.

## Pontos turísticos
- Grande Arco de la Défense, abrigando uma parte dos serviços do Ministério da Ecologia, do Desenvolvimento sustentável e da Energia
- Centre des nouvelles industries et technologies (CNIT)
- Bairro empresarial de La Défense
- Centro comercial Les Quatre Temps
- Escultura Le pouce realizada por César, no estacionamento de um hotel próximo do CNIT

## Galeria de fotografias

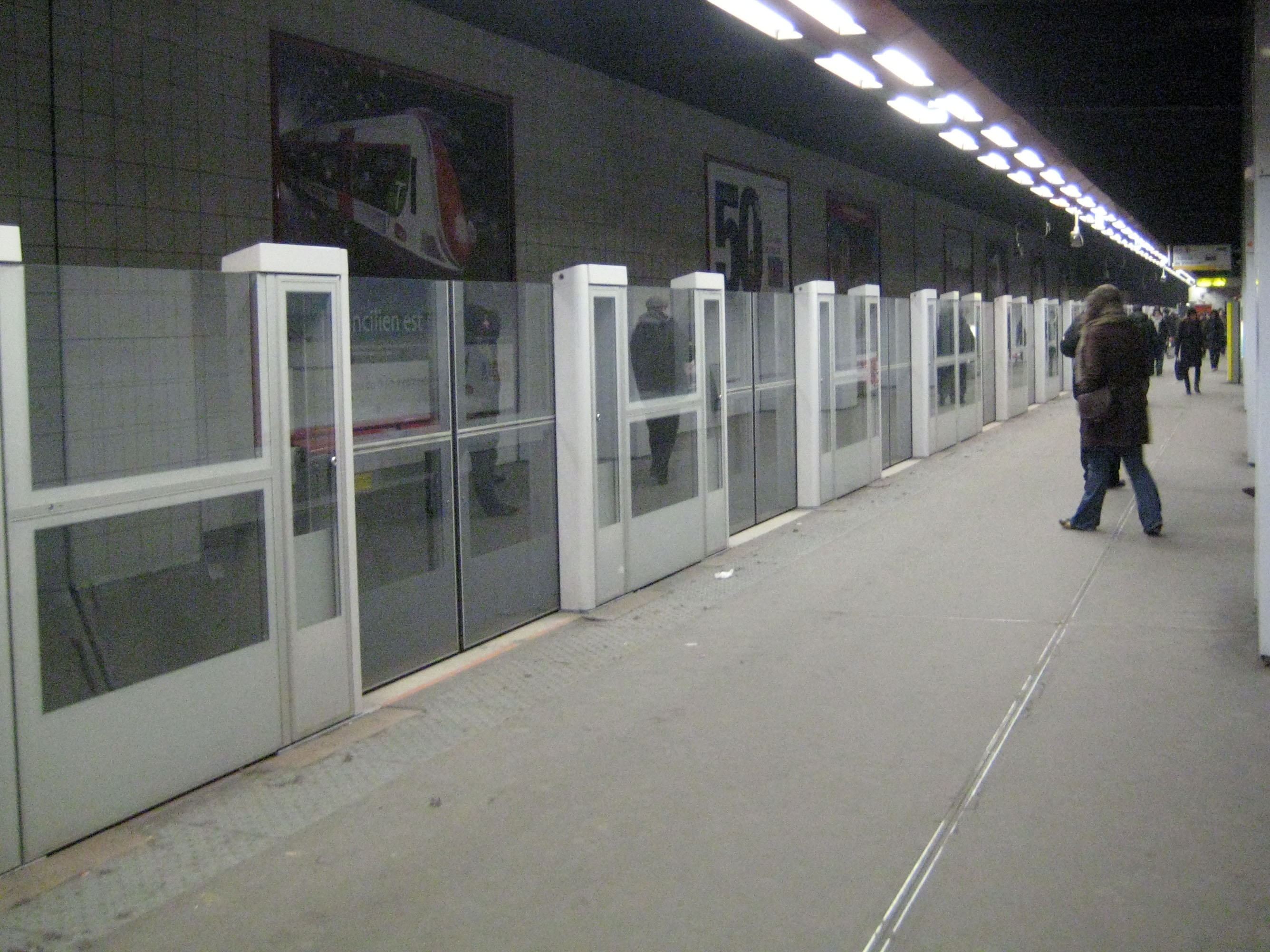
Vista para a porta de plataforma na estação da linha 1.
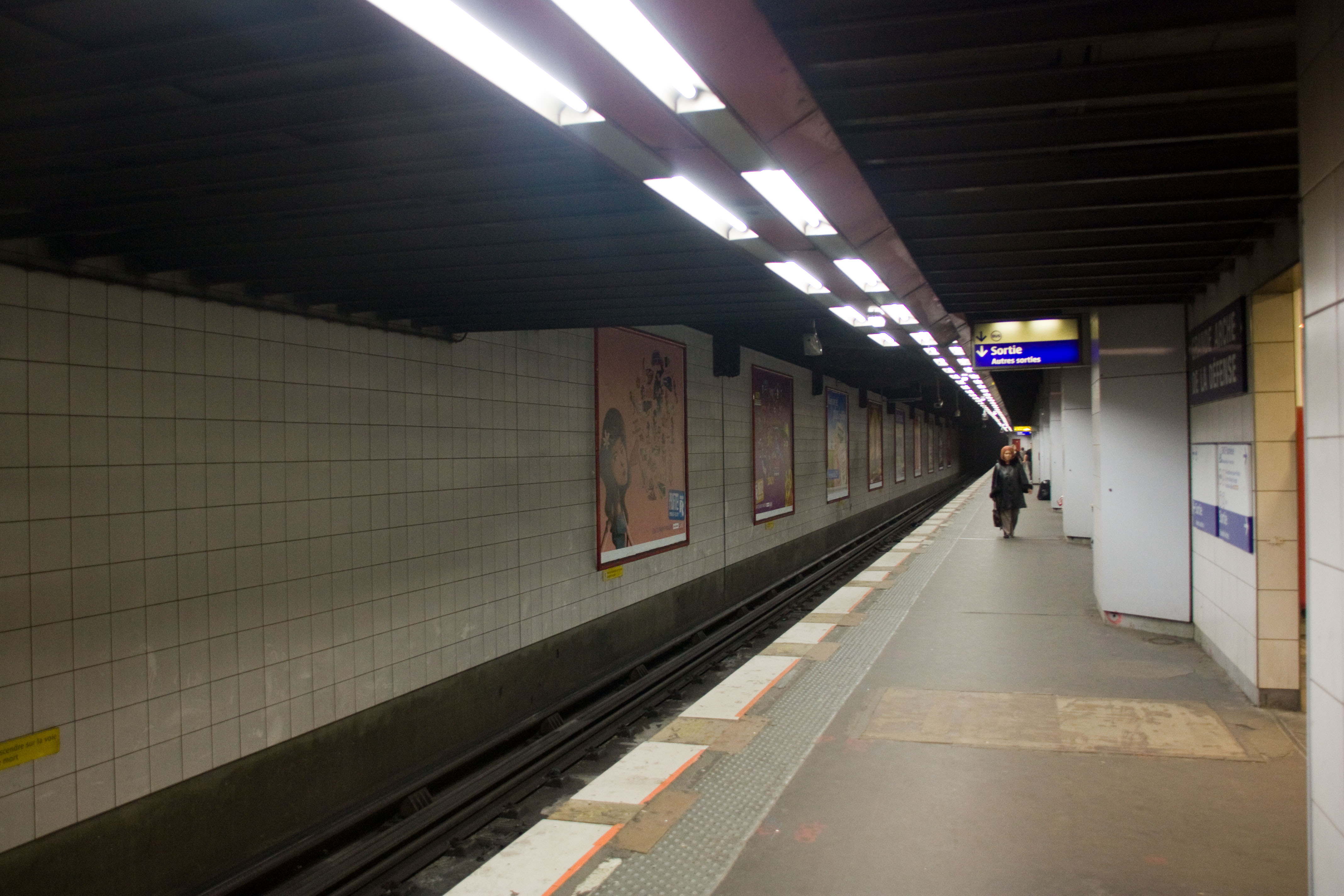
Vista da plataforma e da via do terminal.
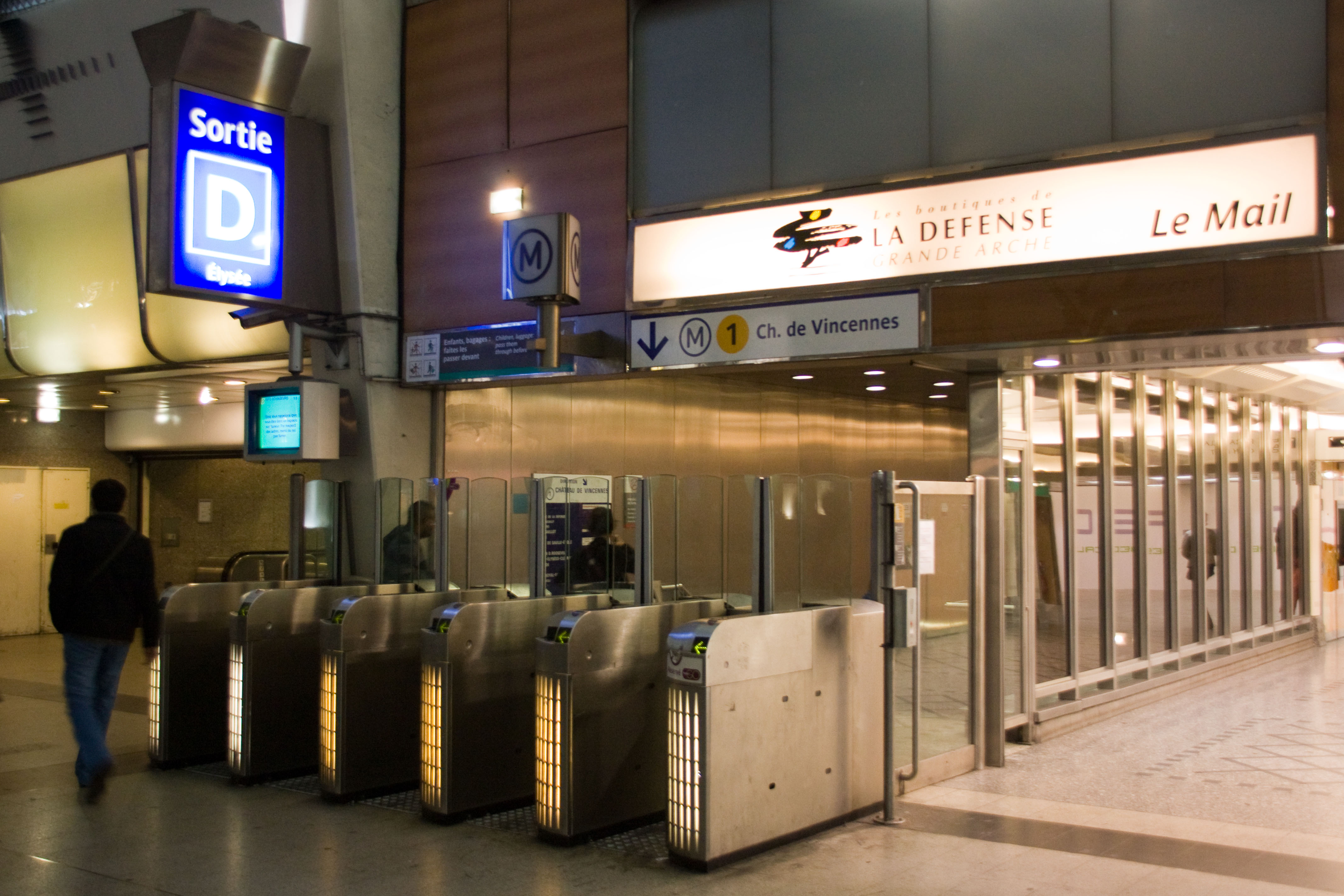
Entrada da estação, do lado do oriente, na sala de correspondências da estação de La Défense.